# Wettbewerb «Gross-Zürich»
Der Wettbewerb «Gross-Zürich» war ein internationaler Architekturwettbewerb, der 1915 ausgeschrieben wurde, um eine fundierte Grundlage für die Stadtplanung von Zürich zu erhalten. Der Wettbewerb hatte die Vision von Zürich als Grossstadt und stand am Beginn der Städteplanung in der Schweiz.
Mit der einsetzenden Industrialisierung Ende des 19. Jahrhunderts siedelten sich tausende von Fabrikarbeitern in kostengünstig erstelltem Wohnraum in den Vororten Aussersihl und Wiedikon an. Dies verursachte die Verarmung dieser Gemeinden, was zur ersten Eingemeindung Zürichs im Jahre 1893 führte. Es folgte ein Wachstumsschub in der Stadt, der die Bodenpreise in die Höhe trieb. Um unkontrolliertes Wachstum und soziale Segregation zu verhindern, fand 1915 ein Wettbewerb nach dem Muster von Berlin statt, wo ein solcher Wettbewerb bereits 1909 ausgeschrieben worden war. Die Beiträge des Berliner Wettbewerbs wurden 1911 an einer Ausstellung im Zürcher Kunstgewerbemuseum gezeigt und führte zur Idee, einen ähnlichen Wettbewerb in Zürich durchzuführen. 
Das Gebiet des Wettbewerbs reichte von den Seegemeinden Thalwil und Küsnacht bis ins Glattal, nach Opfikon und ins Limmattal. Als Grundlage dienten beinahe vier Quadratmeter grosse Pläne im Massstab 1:10'000, die durch die Teilnehmer mit dem Bebauungsvorschlag zu überzeichnen waren. Besonderer Wert wurde auf die vorgesehenen Wege des Personen- und Güterverkehrs gelegt. Planungshorizont der Bebauung war dreissig Jahre. Es waren Zonen für Wohnen, Industrie, Grünanlagen und öffentliche Bauten vorzusehen. Weiter waren ein Hafen für den Anschluss an die Rheinschifffahrt und ein Güterbahnhof vorzusehen. 
Die Abgabe der Arbeiten verzögerten sich wegen des Ersten Weltkrieges, sodass sie erst am 31. Januar 1918 erfolgte. Es gingen 31 Arbeiten ein, die von einer internationalen Jury beurteilt wurden, deren Vorsitz der Stadtrat Emil Klöti hatte. Die Jury vergab keinen ersten Preis. Der zweite Preis teilten sich das Projekt «Die Organisation von Gross-Zürich» von Hermann Herter und das Projekt «Eine Heimat dem neuen Menschen» von Konrad Hippenmeier und Albert Bodmer. Der dritte Preis ging an «Wollen und Werden» der beiden Winterthurer Robert Rittmeyer und Walter Furrer.
Die drei Siegervorschläge hatten gemeinsam eine zum Geschäftszentrum verdichtete Kernstadt mit in den Vororten liegenden Wohngebieten mit geringer Dichte. Industrie, Bahn- und Hafenanlagen waren entlang den Flussläufen angeordnet. Am Seeufer entlang waren Erholungszonen und Sportanlagen vorgesehen. Für den öffentlichen Verkehr schlugen Hippenmeier und Bodmer eine S-Bahn mit den beiden Strecken Richterswil–Zürich–Winterthur und Rapperswil–Zürich–Baden vor, die sich im Letten gekreuzt hätten.
Der erarbeiteten Projekte dienten als Leitbilder für die zukünftige Städteplanung. Die Entwicklung der Stadt in den 1940er-Jahren wurde von Stadtbaumeister Herter, seinem zweiten Adjunkt Hippenmeier und dem Stadtpräsidenten Klöti beeinflusst, die allesamt in den Wettbewerb involviert waren. Anders als in den Plänen vorgesehen gab es aber kaum Eingriffe in die Innenstadt.